# 군사고문단 목록
다음은 군사고문단의 목록이다.

## 독일
- 멕켈 임무 (1885–1890) - 일본
- 독일 군사고문단(중국어:德國軍事顧問團) - 중화민국

## 미국
- 군사원조고문단
  - 주한 미군 군사고문단
  - 주대만 미국 군사원조고문단
  - 주태국 미국 합동군사고문단
  - 주필 미국 합동군사고문단
  - 미국 군사훈련임무단 - 사우디아라비아
- 미국 공군
  - 제438항공원정고문전대(영어:438th Air Expeditionary Advisory Group)
  - 제738항공원정고문전대(영어:738th Air Expeditionary Advisory Group)

## 소련
- 소련 군사고문단(중국어:蘇聯軍事顧問團)

## 유럽 연합군
EUTMEuropean Union Training Mission→유럽 연합 훈련임무대
EUMAMEuropean Union Military Assistance Mission→유럽 연합 군사원조지원임무
- EUTM 말리
- EUTM 소말리아(영어:European Union Training Mission in Somalia)
- EUTM 중앙 아프리카 공화국(영어:European Union Training Mission in the Central African Republic)
- EUTM 모잠비크(영어:European Union Training Mission in Mozambique)
- EUMAM 우크라이나(영어:European Union Military Assistance Mission in support of Ukraine)/우크라이나 유럽 연합 군사원조지원임무

## 영국
- 트래이시 임무(영어:Tracey Mission) (1867–1868) 트레이시 고문단
- 더글라스 임무|Douglas Mission (1873–1875) 더글라스 교육단
- 셈필 임무(영어:Sempill Mission) (1922–1923) センピル教育団 셈필 교육단

## 일본
- 만주국군 군사고문단(일본어:満洲国軍軍事顧問)
- 백단 (군사고문단)(일본어:白團) - 중화민국

## 중화민국
- 주월 중화민국 군사고문단

## 프랑스
- 프랑스 군사고문단 (1867–1868)(영어:French military mission to Japan (1867–1868))
- 프랑스 군사고문단 (1872-1880)(영어:French military mission to Japan (1872-1880))
- 프랑스 군사고문단 (1884-1889)(영어:French military mission to Japan (1884-1889))
- 프랑스 군사고문단 (1918–1919)(영어:French military mission to Japan (1918–1919))/フランス航空教育団/폴 교육단
- 프랑스 군사고문단(중국어:法國軍事顧問團); 1938년-1939년 - 중화민국